# زاك تانغ
زاك تانغ (بالإنجليزية: Zack Tang)‏ هو راقص باليه أمريكي، ولد في 29 يونيو 1988 في تكساس في الولايات المتحدة.